# Kuningan (stad)
Kuningan is een bestuurslaag in het regentschap Kuningan van de provincie West-Java, Indonesië. Kuningan telt 13.349 inwoners (volkstelling 2010).